# Louise Brealey
Louise Brealey, född 1979, är en engelsk skådespelerska och journalist. Brealey är mest känd för sin roll som Molly Hooper i tv-serien Sherlock.

## Filmografi (i urval)
- 2005 – Bleak House (TV-serie)
- 2010–2017 – Sherlock (TV-serie)
- 2011 – Hotell Marigold
- 2013 – Fader Brown (TV-serie)
- 2015 – Kommissarie Gently (TV-serie)
- 2017–2021 – Snyltgästen (TV-serie)
- 2023 – Such Brave Girls (TV-serie)
- 2027 – Harry Potter (TV-serie)